# Frank Dikötter
Frank Dikötter, né le 30 novembre 1961 à Stein dans la province de Limbourg, est un historien et universitaire néerlandais.
Il est l'auteur de La Grande Famine de Mao (Mao's Great Famine). Le livre a reçu le prix Samuel Johnson.

## Biographie
Frank Dikötter est professeur à l'université de Hong Kong, où il enseigne à la fois Mao et la Grande famine de Chine, après avoir été professeur de l'histoire moderne de la Chine à l'École des études orientales et africaines de l'université de Londres.

## Œuvres
- The Discourse of Race in Modern China, 1992.
- Sex, Culture and Modernity in China: Medical Science and the Construction of Sexual Identities in the Early Republican Period, 1995.
- Imperfect Conceptions: Medical Knowledge, Birth Defects and Eugenics in China, 1998.
- Crime, Punishment and the Prison in Modern China, 2002.
- Patient Zero: China and the Myth of the Opium Plague, 2003.
- Narcotic Culture: A History of Drugs in China, 2004.
- Exotic Commodities: Modern Objects and Everyday Life in China, 2007.
- The Age of Openness: China Before Mao, 2008.
- Mao's Great Famine: The History of China's Most Devastating Catastrophe, 1958–62, 2010.
- The Tragedy of Liberation: A History of the Communist Revolution, 1945–1957, 2013[3].
- « Verre », in Pierre Singaravélou et Sylvain Venayre (dir.), Histoire du monde au XIXe siècle, Fayard, 2017, pp. 527-531.